# آب‌نمای دبی

تصویری از طراحی آب‌نمای دبی که دارای ۵ دایره با اندازه‌های مختلف و دو قوس در مرکزشان است.

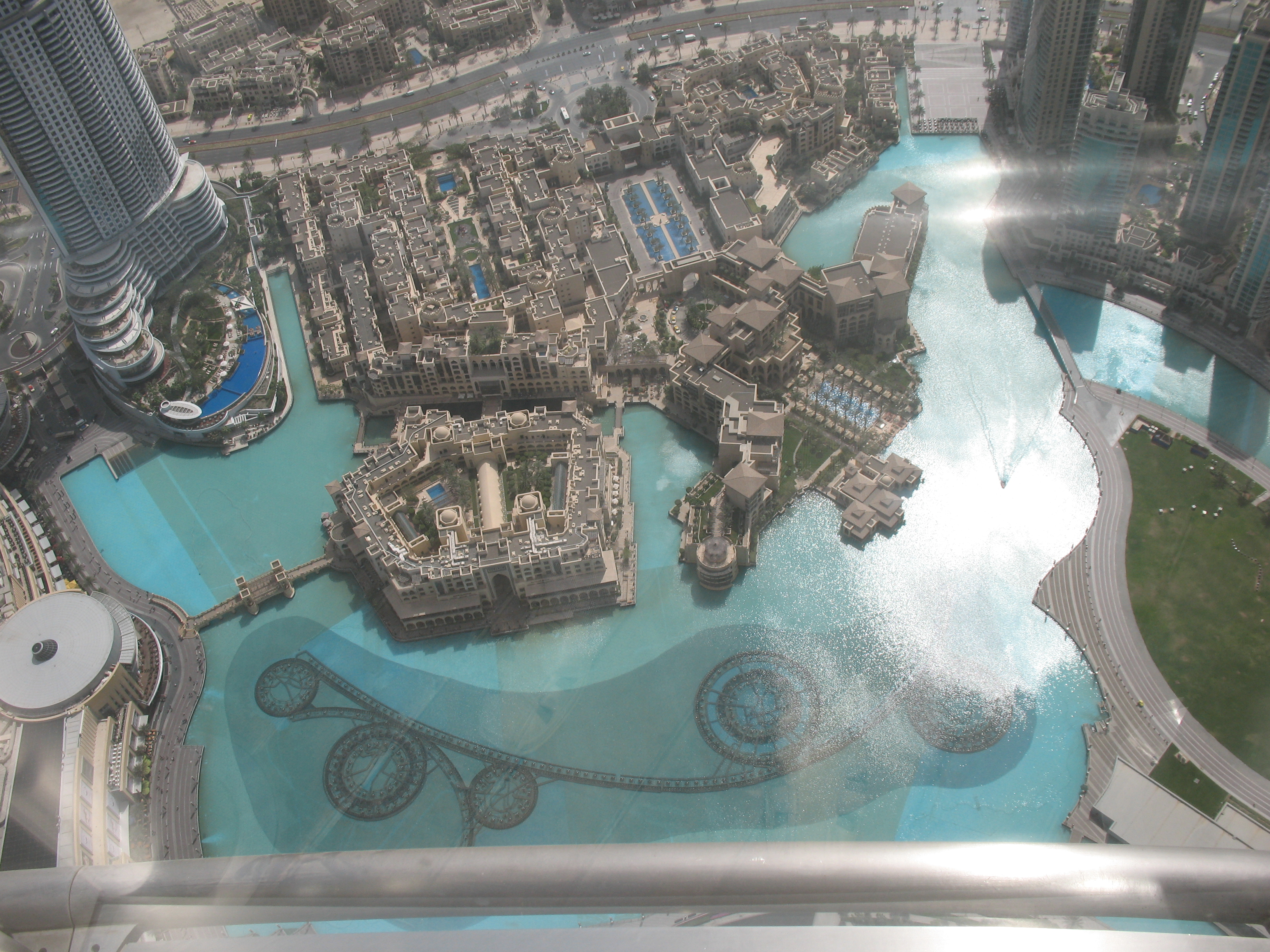
تصویری بر فراز برج خلیفه از دریاچهٔ مصنوعی‌ای که آب‌نمای دبی در آن قرار دارد. نمای کوچکی از دبی مال، بزرگ‌ترین مرکز خرید جهان نیز در سمت چپ تصویر قابل مشاهده است.

آب‌نمای دبی (به انگلیسی: The Dubai Fountain) یک آب‌نما است که با موسیقی می‌رقصد و در دریاچهٔ برج خلیفه (ساخت انسان) در کنار دبی مال واقع در دبی، امارات متحده عربی ساخته شده‌است. هزینهٔ ساخت این آب‌نما ۸۰۰ میلیون درهم معادل ۲۱۸ میلیون دلار آمریکا بوده‌است. این آب‌نما دارای بیش از ۶،۶۰۰ چراغ در ۲۵ رنگ متفاوت است و طول آن ۲۷۵ متر (۹۰۲ فوت) است و آب را تا ارتفاع ۱۵۰ متر (۵۰۰ فوت) در آسمان پرتاب می‌کند. طراح آب‌نمای دبی یک شرکت آمریکایی به نام وت دیزاین است که آب‌نمای هتل معروف پلاژیو در شهر لاس وگاس را طراحی کرده‌است. این شرکت ابتدا فواره بلاژیو را طراحی نمود سپس از تکنولوژی آن در برج خلیفه بهره گرفت.

## مشخصات
آبنمای دبی می‌تواند آب را با حجم ب۲۲،۰۰۰ گالن (۸۳،۰۰۰ لیتر) در هر لحظه در هوا افشانه کند و روبات‌های که می‌تواند آب را به رقص در آورد،
آبنمای دبی شامل بسیاری از نازلهای پرتاب آب با فشار بالا می‌باشد.
سوپر نازلها که می‌تواند آب را تا ۷۶ متر و نازلهای افراطی، که می‌تواند آب را با فشار تا (۱۵۲٫۴ متر) در هوا پرتاب کند که برابر با ارتفاع یک ساختمان ۵۰ طبقه است پرتاب کند
این فواره در فضایی به وسعت 13 هکتار، در دریاچه مصنوعی برج خلیفه در مرکز شهر دبی ساخته شده است. هزینهٔ ساخت این آب‌نما ۸۰۰ میلیون درهم معادل ۲۱۸ میلیون دلار آمریکا بوده‌است. این آب‌نما دارای بیش از ۶،۶۰۰ چراغ در ۲۵ رنگ متفاوت است و طول آن ۲۷۵ متر است و آب را تا ارتفاع ۱۵۰ متر (۵۰۰ فوت) به آسمان پرتاب می‌کند. طراح آب‌نمای دبی شرکت وت دیزاین است که آبنمای هتل معروف پلاژیو در شهر لاس وگاس را طراحی کرده‌است. آب‌نمای دبی طوری برنامه‌ریزی شده‌است تا با موسیقی‌های بی‌کلام، پاپ و موسیقی عربی برقصد. این آب‌نما از تمام دریاچهٔ قابل مشاهده‌است و حتی از برخی ساختمان‌های اطراف نیز قابل تماشا می‌تواند از بیش از ۲۰ مایل دورتر دیده شود.
یکی از ۲۵ آهنگ مورد استفاده شده در ابنما با اهنگ «امواج» می‌باشد .(wave) اثر بیژن مرتضوی
آب‌نمای دبی «تماشایی‌ترین نمایش فواره‌ای جهان» به گفتهٔ سازندگانش است.

## ساعات بازدید
اجراها در روزهای یکشنبه تا پنجشنبه در ساعت‌های ۱ و ۱:۳۰ بعد از ظهر و همچنین از ۶ تا ۱۱ بعدازظهر به صورت ۳۰ دقیقه یک‌بار و در جمعه و شنبه نیز در ساعت‌های ۱:۳۰ و ۲ بعدازظهر و همچنین از ساعت‌های ۶ تا ۱۱ بعدازظهر برگزار می‌شود.

## آهنگ‌هایی که در طول یک روز در این آب‌نما اجرا می‌شوند
- «آسمان دبی» که ترانه‌ای در ستایش از محمد بن راشد آل مکتوم، حاکم دبی است که اغلب اولین آهنگ اجرا شده در طول روز است.
- «Baba Yetu» یک آهنگ برنده جایزه گرمی که به زبان سواحلی است و از ترانه‌های متن بازی ویدئویی تمدن ۴ است.
- «Shik Shak Shok» یک آهنگ رقص عربی از Hassan Abou El Seoud
- «Inshed An Aldar»(«Ask About Home») یک ترانهٔ اماراتی که در تاریخ ۴ ژانویه ۲۰۱۰ برای مراسم گشایش برج خلیفه اجرا شد.
- "Con te partirò" (Time to Say Goodbye) توسط آندریا بوچلی و سارا برایتمن
- "Dhoom Thana" یک آهنگ به زبان هندی توسط Abhijeet
- «امواج» (wave) اثر بیژن مرتضوی
- "Bassbor Al Fourgakom" توسط خوانندهٔ اماراتی حسین جسمی
- «من همیشه دوستت خواهم داشت» اثر ویتنی هیوستون
- «تمام طول شب» اثر لایونل ریچی
- "The Magnificent Seven", main theme from the film هفت دلاور by المر برنشتاین
- «تریلر» اثر مایکل جکسون
- "Ishtar Poetry" by Furat Qaddouri
- "Mon Amour"
- "O Mio Babbino Caro" by Dame کیری ت کانه‌وا
- "Enta Omri" by Hossam Ramzy
- «دعاگو» اثر سلین دیون و آندریا بوچلی
- "Lana Allah" by Mohammed Abdu
- آهنگ موسیقی متن مجموعه تلویزیونی به زبان ترکی ایزل
- "Flying Drum"
- "Butterfly Lovers' Violin Concerto"
- "Ensan Akthar"
- "Everybody On" Presented by اچ‌پی (Showed only for the month of October 2011)
- "Ain't No Mountain High Enough" Presented by دی‌اچ‌ال (Showed for only the month of October 2011)
- «سرود ملی امارات متحده عربی»[۱]
- Lifelight" (main theme via Super Smash Bros. Ultimate) - Abby Trott"
- We Are Born To Play" - Galantis & Charli XCX"

## آهنگ هایی که فقط در شب در این چشمه پخش می شوند
- The Sound of Silence" by Disturbed"
- Blood Upon the Snow" by Bear McCreary and Hozier"